# 丘比 (魔法少女小圓系列)
丘比或Q比（日语： Kyūbē ?），別名有QB、Kyuubee、Kyubey，是日本電視動畫《魔法少女小圓》的主要角色之一。丘比在動畫電影《劇場版 魔法少女小圓》、所有衍生漫畫系列以及同名衍生商品中皆有出場。
在觀眾當中，常以顏文字（◕‿‿◕）或是／人◕ ‿‿ ◕人＼代表丘比。

## 設計
在《魔法少女小圓》的第一次企劃會議，即設定為「外型可愛討喜，卻做出恪守邏輯的殘酷發言」的小動物形象。使其看起來像可愛動物，也是劇本及人物草案的重要意圖。最早知曉劇情發展的導演與工作人員，不由得佈置了毛骨悚然、具邪惡感的演出效果。導演新房昭之提出了「不開口、以心靈感應溝通」的設定，致使本來確立的「充滿違和感、說人話的動物角色」的設定，在實際影像化後遠比想像中的更加怪異。編劇虛淵玄觀賞第1話時，也對丘比「沒有表情變化」感到驚訝。
儘管劇中沒有直接說明，丘比的本名孵化器（日语： Incubator ?）暗示著丘比系統的真面目。從耳朵長出大翅膀與浮動環，是出於突顯宇宙感的考慮。
至於QB作為全名的暱稱，靈感則源自20世紀的著名機械人動畫《裝甲騎兵》劇中的不死男主角「齊力可‧裘比」。

## 特色
自稱「魔法的使者」，宛如吉祥物的四足步行動物。沒有性別，以男性化的自稱。真面目是孵化器，外星生命的終端。除了自己選定的人，無法被其他人看見，可透過心靈感應與特定對象溝通。基本上沒有表情，除進食外皆不張口。能以實現任一願望的代價，將少女的靈魂製成靈魂寶石。使命是交換魔法少女的「契約」，也負責回收悲嘆之種。透過從旁說明、構築多人心靈感應等方式，對魔法少女提供必要協助。
與可愛外表完全相反，理性的分析人類的動機，配合花言巧語跟可愛外表將少女們玩弄於股掌。大多數時刻在少女們極其需要幫助時出現并利用言語誘導少女們不得不選擇成為魔法少女。因為絕大多數的个体沒有「感情」，所以這些沒有感情的丘比都認為自己的作為從來沒有錯誤，也不懂得「欺騙」，但大多數時候不主動提供部分信息來誤導他人；對魔法少女背負的絕望則解釋成「引發奇蹟所付出的合理代價」。
多個相同身體可同時存在，但個別個體不存在獨立的觀念，所有身體皆共享同一意識。極少數個體存在著感情。

## 劇情

### 魔法少女小圓
故事序盤，以友好的態度接觸魔法少女，並給予各式各樣的指導，具有「招聘魔法少女的可愛生物」的登場形象。然而，其本質自第4話開始逐漸顯露，狡猾的外星人才是丘比的真面目。
在《魔法少女小圓》及其相關作品，存在著魔法少女因為絕望而「魔女化」的設定，魔女化之際「感情的相位轉換」會產生巨大的能源。榨取這個能源就是丘比的目的，為此不惜使人上當（儘管沒有說謊）。只關心能源回收，對地球的末日、魔法少女的犧牲毫不在意，更以牲畜、消耗品來比喻魔法少女與自己的關係。就這樣以魔法少女的機制，自史前時代以來推動著人類文明。
在劇中，對鹿目圓執拗地推銷魔法少女的契約，並隱藏其為回收莫大能源的目的，但在最後，根據圓的願望，其能源回收機制遭到摧毀。在「圓環之理」（円環の理；Law of Cycles）重新構築的世界中，能源不再源自魔女，而是魔獸的核心。這個世界已不存在「騙人」的利益，也沒有與魔法少女敵對的理由了。丘比成為與曉美焰並肩作戰的搭檔，也貫徹著「如實說明代價」的作法，推銷魔法少女的契約。
故事尾聲的某日夜晚，焰不禁對丘比敘述「自己的傳說」，即世界重組前的種種事情。丘比認為焰所說的「魔女」系統是有趣的假說，但現階段無法被證實。
最終，丘比「沒有感情」的本質依然沒變，若出現更有效率的能量回收方式，仍會想去實行。

#### ［新篇］叛逆的物語
在［新篇］叛逆的物語，丘比仍在暗中蠢動。在正篇故事結局的重新構築的世界中，丘比從曉美焰的口中聽到「圓環之理」的前因後果，表面上當作耳邊風，但心中對於這個「與回收魔獸的核心相比，更有效率的能源採集方式」深感興趣。於是，混濁後的曉美焰靈魂寶石被當成實驗材料，丘比們在靈魂寶石內側建立了觀測站「繭之塔」（マユの塔），並設置空間遮斷力場（The Isolation Field），打算觀測圓環之理對曉美焰的接觸，最終找出「支配鹿目圓」的方法，以恢復存在「魔女」「魔女化」機制的舊世界因果律。然而，圓環之理鹿目圓及其「隨從」——美樹沙耶香、百江渚自始就洞穿丘比的陰謀，3人進入靈魂寶石內側以引導曉美焰之前，圓已將自己的「記憶」與「力量」分別囑託給沙耶香、渚2人運送。丘比不察，做出「曉美焰的魔女結界造成鹿目圓失憶」的誤判，對沙耶香與渚疏於防範，致使魔法少女們群起介入，其陰謀遂告破滅。
其後，曉美焰分裂了鹿目圓，接管了圓環之理力量的一部分。丘比判斷「利用人類的感情過於危險」打算離開地球，但旋即被曉美焰捕捉，並被強行要求「繼續淨化世界的詛咒」。

### 魔法少女小圓［魔獸篇］
在原作結局「圓環之理」的影響下，丘比失去且遺忘了「魔法少女魔女化」的能源採集法，改由魔法少女回收的「魔獸核心」取而代之。丘比會在曉美焰出動時隨行，提供戰鬥建議，並聆聽焰講述「以前的事情」。由於焰的魔力（因果量）異常龐大，因此丘比對焰口中的圓環之理愈來愈好奇。
在焰意圖單挑涅槃魔獸（最強的魔獸）前，丘比曾出言警告，一意孤行的焰果然落敗。基於美樹沙耶香與焰2人的相似遭遇，丘比推測出「魔獸計劃性奪取魔法少女魔力」的事實。於此同時，巴麻美、佐倉杏子正分別受到魔獸的蠱惑，紛紛目擊「已故之人」。歷經焰喪失魔力、取回魔力、幾經傷亡擊退變異魔獸之後，圓環之理令時間回溯至沙耶香甫陣亡時（如原作最終話），［魔獸篇］的經歷在眾人記憶中歸零。惟全程旁觀的丘比因私藏盾牌碎片，保存了［魔獸篇］故事中確信存在「舊世界因果律」與「鹿目圓」的記憶，加之聽聞焰自述的舊世界傳說（如原作最終話B-PART結尾），遂據此開始設計「實驗」，從而引發日後［新篇］的種種事件。

### 魔法紀錄 魔法少女小圓外傳
由於不明原因，一般的丘比在神濱市完全消失（在電視動畫第3話，丘比進入神濱的瞬間會停止活動），取而代之的是小型的個體（小丘比〔〕），與環彩羽一同行動。
所謂的小丘比，是在環羽衣、里見燈花、柊音夢3人分別奪走丘比擁有的污穢回收能力、能源轉換能力、事物具現化能力之後，產生的新個體。由此，3人以各自分擔的形式，代替丘比的機能，另行構築了污穢回收和魔法少女淨化系統。但運作未幾，就因為污穢過多導致羽衣的能力暴走，處於魔女化的危險邊緣。儘管憑藉阿莉娜·格雷的能力解決了危機，但也迫使音夢將羽衣的靈魂封存於小丘比之中。自此，環羽衣的存在完全消失，令阿莉娜、燈花、音夢3人更改原初目的，成為「Magius」與「Magius之翼」誕生的契機。
在最終決戰時，眾人將羽衣自半魔女化的夏娃胚胎（幸福的魔女）中救出，小丘比則跳了進去，與夏娃一同消失，令「只在神濱市內生效的自動淨化系統」繼續運行。其後，曾在眾人造訪萬年櫻時再度現身，並與彩羽等人同行。
另一方面，在時女一族居住的深山村落裏，丘比們被當作神社的祭神「久兵衛大人」，受到祭祀。在二木市，紅晴結菜目睹魔法少女前輩的魔女化後，煽動各方勢力展開「丘比狩獵」。廣泛的報復行動，令丘比在二木市內幾乎絕跡。

### 其他
魔法少女小織
在外傳漫畫《魔法少女小織》中，經由美國織莉子提供的資訊，與千歲由真締結契約。在織莉子的設計之下忽略鹿目圓，直到故事尾聲才發現圓。
魔法少女和美 〜The innocent malice〜
在外傳漫畫《魔法少女和美》中，做為與眾不同、具有獨立自我意識的孵化器「柔比（JB）」登場。與「翌檜市」的魔法少女團隊「昴宿星聖團」共同活動。能夠吸收靈魂寶石的汙穢，和丘比的長相相似，表情變化也較丘比豐富。
實際上是由妮可改造丘比的遺骸結合悲嘆之種做出來的贗品。「吸收靈魂寶石的污穢」也僅限於當初塞進的悲嘆之種負荷量，超過負荷量後柔比隨即消逝。
由於受到昴宿星聖團的特殊結界的影響，無人認得丘比，柔比過去「身為丘比」的記憶也被洗去。
魔法少女貞德 The Legend of "Jeanne d'Arc"
在外傳漫畫《魔法少女貞德》中，與貞德等少女締結契約。此時的名字是「Cube」。被貞德稱為「天使大人」，其他人也如此稱呼丘比。
魔法少女鈴音
在外傳漫畫《魔法少女鈴音》中，與魔法少女奏遙香重逢，雖然極力追蹤失蹤的鈴音，但丘比自己也無法發現鈴音，也不知道鈴音何時成了刺客。被日向茉莉稱為「丘（Kyuu）」。

## 影響

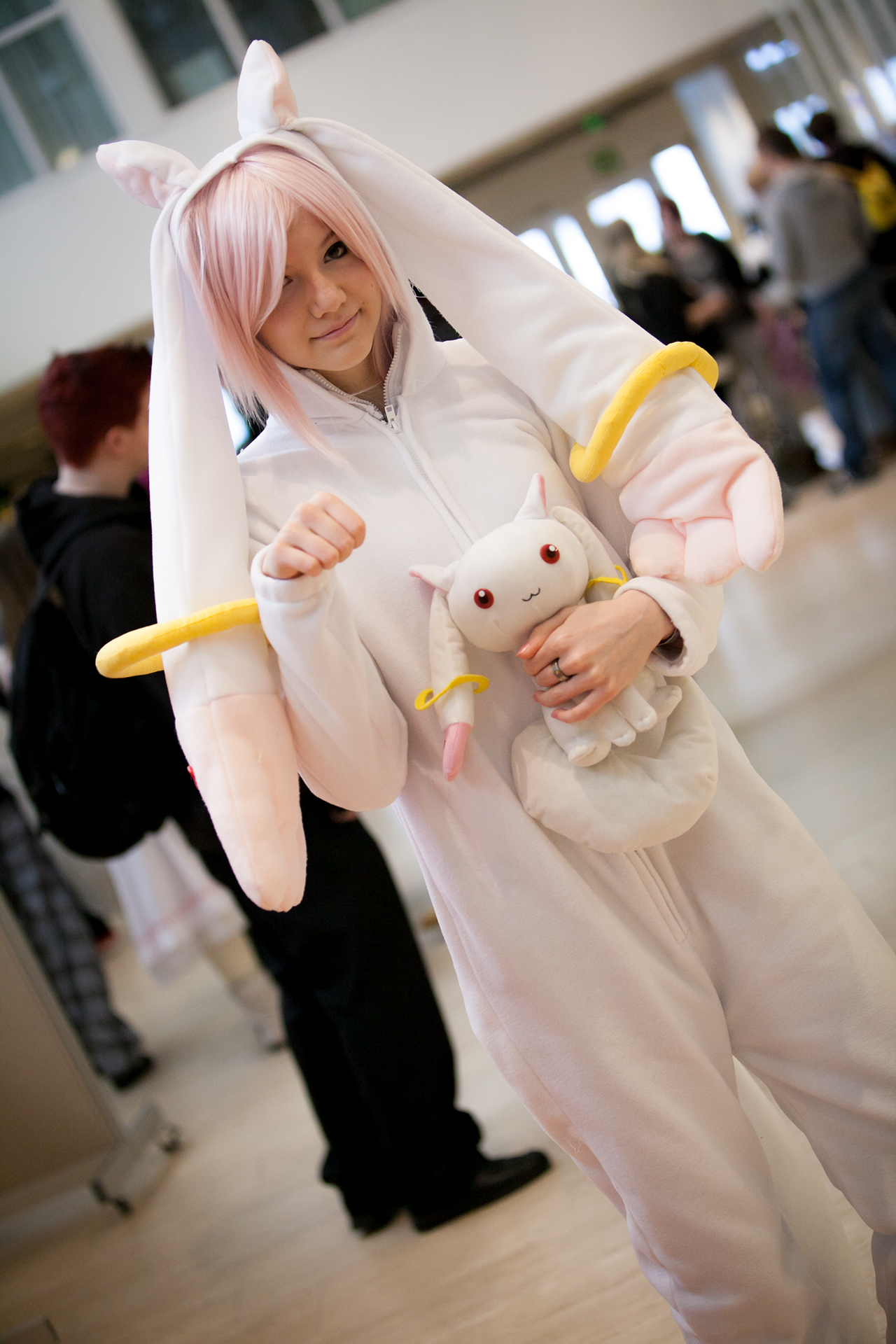
一名在芬蘭扮演丘比的cosplayer。

### 製作評論
編劇虛淵玄在雜誌訪談中說「人只要活著就會聽見丘比的聲音，但絕不能向牠認輸」。儘管丘比在邏輯上從不說謊，但仍被《魔法少女小圓》系列曲目的演唱组合ClariS批評為「可惡」、「恐怖」、「竟敢騙人」。

### 人物評價
來自英國動畫網的漢利（Andy Hanley）最初形容丘比是「怪貓般的角色」。美國動畫新聞網的埃肯斯（Gabriella Ekens）描述其為「功利主義邏輯的外在體現」。日本評論家宮崎哲彌與美國評論家布魯（Jed A. Blue）皆認為丘比是最完全的功利主義者。THEM Anime Reviews的徹盧西（Jacob Churosh）則說「加藤英美里對丘比的角色貢獻相當大；儘管其最初貌似單純歡樂，但加藤最終成功傳達了一種無情、詭異的理性－－即人們所說的外星邏輯」。
Aniplex of America的行銷專家李維拉（EJ Rivera）曾於2012年說「影迷們會樂於痛恨牠」。
丘比這個角色本身就是一項編劇成就。牠的世界觀是如此的充實與完整，致使人們很難不開始去（諷刺性的）對牠看待事物的方式產生移情（empathizing），想了解牠是誰、牠如何看待世界的順利運作，這是一個令人興奮的過程。從結果上說，丘比在劇中擁有全部的最佳對話，包括一些在全劇尾聲時「一邊笑著，一邊以冷靜、算計的態度操縱正在發生的事」的表現。通常這種文字創作並不常見，更別說它做得很好，堪稱奇蹟了。簡單地說，其運作不應如此成功，但螢幕效果卻是事實。——Zac Bertschy, Anime News Network.

文學批評家山川賢一形容丘比的魔法少女系統就如同乔治·奥威尔《一九八四》書中的極權主義系統，丘比「沒有感情」也是影射牠們「沒有個體差異」。美國好萊塢藝人拉森·克羅（Lathan Crowe）形容《魔法少女小圓》像是「共和黨統治下的女性生活」（what happens to women when Republicans take on this），其中的「共和黨」就是丘比，他也說丘比的外觀就像「兔子與皮卡丘的合體」。臺灣巴哈姆特有网友评论称：“《魔法少女小圓》之於《浮士德》，猶如丘比之於梅菲斯特。”
丘比曾贏得若干獎項、排行榜的「肯定」。牠依次獲得了2011年Newtype×Machi★Asobi動畫獎的虛構角色獎（吉祥物）第1名，並於2013、14年獲得同一獎項的第3、第5名。牠也名列2011年《日刊體育》第1回日刊動畫大競技的罪惡黑暗性格賞，且憑借名言「跟我訂下契約，成為○○吧！」（僕と契約して、○○になってよ！）獲得2011年網路流行語大賞銅賞。此外，扮演丘比的加藤英美里也因此獲得第6回聲優獎女配角演員獎。在2015年12月，丘比被MyNavi Student網站票選為「十大最卑鄙的動畫反派」之一。牠還在Charapedia被選為「最可愛的吉祥物角色」第3名。
丘比還被美國《Paste雜誌》選入動畫史上8大惡棍之一。動畫新聞網的洛夫里奇（Lynzee Loveridge）将牠列为「8大令人震驚的背叛」排行榜第3名，加拿大WatchMojo.com也將「丘比的契約」排在10大動畫背叛事件第3名。Comic Book Resources網站將丘比列為「動畫中最強大的20個外來物種」排行榜第1名，作家葛倫（Ashley Glenn）稱「牠可能是最強大的外星人」。此外，Game Revolution還將丘比放入「史上最偉大的動畫背叛者」名單裡。

### 相關活動
在觀眾之間，丘比愚弄魔法少女們的巧妙言詞與說話技巧蔚為話題，印象深刻的台詞更成了社會流行語。丘比以「QB」的簡稱在網路上流傳，起源是本名發音「Kyubey」的諧音。另外在為慶祝《劇場版 魔法少女小圓》上映而舉辦的角色名言前15名投票中，包括第1話所說的「和我簽訂契約，成為魔法少女吧！」、第6話所說的「簡直莫名其妙。」都被票選其中，並且分別排行在第6名、第10名。
2011年4月27日，芬蘭駐日大使館官方Twitter發佈日文、芬蘭文並列的丘比名言「跟我訂下契約，成為魔法少女吧！」，大使館另錄製芬蘭語錄音檔開放下載。2012年7月，丘比被製成東京大學安田講堂前的冰雕。10月，第21屆國際C語言混亂代碼大賽（IOCCC）的「最有用混亂代碼獎」授予中國浙江大學副教授侯启明，其獲獎程式碼末段寫入丘比名言"make a contract with me" "and become a magical girl"並以靈魂寶石形狀排列。12月2日，角逐東京都知事選舉的宇都宮健兒陣營推出助選員扮成鹿目圓與丘比掃街拜票。
2014年4月，丘比被東京大學樂高社製成「等身大」樂高模型。11月4日，動畫官方與羅森便利店合作推出「丘比肉包」，飾演丘比的加藤英美里當日購買食用，形成Twitter上「丘比吃丘比」的趣聞。2015年2月，丘比的冰雕在札幌雪祭大通西11丁目會場展出。
在臺灣
2011年，《魔法少女小圓》日本首播期間，丘比成為臺大網路論壇PTT與PTT2的進站畫面以及「Militarylife版」的進版畫面，形成「謎樣白色生物」的知名度高過動畫作品本身的怪現象。
2012年4月16日，丘比成為《國語日報》幼教文章的主角「絨毛玩具Q貝」，報紙繪製的「Q貝」圖樣與丘比一模一樣。
2015年，臺灣一卡通公司推出虛擬代言人魔法少女小帕，並創造出衍伸角色小P，原形來自於QB。
在其他動畫
2011年4月，《瑪莉亞†狂熱》動畫版第2季第3話的結尾預告出現了丘比，第4話結尾的「附送」花絮亦安排角色複誦丘比名言「跟我簽訂契約，成為魔法少女吧！」。
2012年3月，《偽物語》動畫版第9話將丘比畫在「禁止進入人物」的標示版上。
2015年5月，丘比的形象接連出現在《偽戀》動畫版第2季的第7集、第8集、OVA第4集中。

#### 2020年大學入學考試
2020年2月25日為日本國立大學法人入學考試日，在京都大學、東京大學、東北大學、名古屋大學、廣島大學考場外皆有「丘比塑像」大量出現，蔚為奇談。京大職員同好會說明：
|  | （眾所周知）牠是來蒐集「當希望變成絕望時」的能量的」。 |

## 延伸閱讀
- 流行文化中的梅菲斯特
- 魔鬼交易

## 外部連結
- （页面存档备份，存于）（日語）
- 互联网电影数据库（IMDb）上「丘比 （页面存档备份，存于）」的资料（英文）
- 角色/キュゥべえ - KomicaWiki（中文）